# Gerard de Daumar
Gerard de Daumar de la Garde (La Garde, ... – Avignone, 28 settembre 1343) è stato un cardinale francese.

## Biografia
Nel 1342 fu eletto maestro generale dell'Ordine dei predicatori ma abdicò il 20 settembre dello stesso anno, poiché fu creato cardinale del titolo di Santa Sabina.
Morì ad Avignone il 28 settembre 1343.